# Juan Crusao
Juan Crusao, pseudónimo de Luis Woollands, fue un obrero argentino de filiación anarquista y escritor de origen gaucho. Destacó por su labor anarcosindicalista. Fue padre del también anarquista Héctor Woollands.

## Contacto con el anarquismo
Crusao era un obrero polifacético que trabajaba en prácticamente todo lo que podía por lo que, un día, fue a pedir trabajo en una obra que estaban haciendo en la ciudad de Quequén. Allí entabló contacto con un grupo de obreros, también trabajadores de la propia obra, que le enseñaron los postulados básicos del anarcosindicalismo y del comunismo libertario. Estos mismos obreros le enseñaron a leer y escribir, pues Crusao era analfabeto.

## Militancia
Woollands estuvo vinculado con diversas sindicatos y asociaciones anarquistas, más concretamente, con la Unión Obrera Local (UOL) y con la Federación Obrera de la Región Argentina (FORA), organización sindical argentina que tuvo mucho peso los primeros años del siglo XX. Obtuvo importantes victorias sindicales, como por ejemplo en sector pesquero, donde protagonizó importantes huelgas en la ciudad de La Plata; tras estas huelgas se empezaron a apreciar brechas dentro del propio sindicato, planteando cuestiones como si el Estado debería intervenir en los conflictos laborales o si se debería elegir representantes sindicales. Con respecto a esto, Crusao siempre se mostró contrario a cualquier intromisión entre el obrero y el patrón, publicando un par de artículos en los periódicos Solidaridad Obrera, el boletín de la UOL (del cual era redactor), El Atlántico y La Protesta (periódico en el que también colaboraba) donde defendía su postura y en los que firmaba con el nombre de Juan Crusao (dando origen así a su pseudónimo). A raíz de estas publicaciones, la UOL se vio obligada a emitir un comunicado entre sus afiliados en el que negaba que en las negociaciones entre saladores de pescado y patrones hubiese habido algún tipo de contacto con el ministro encargado del Departamento del Trabajo Local (DPT).  En 1921 publicó un artículo solidarizándose con los huelguistas patagónicos y denunciando la política represiva del gobierno radical de Hipólito Yrigoyen, quién mandó a clausurar el periódico La Protesta. Crusao fue detenido en Buenos Aires, brutalmente torturado en dependencias policiales, y expulsado del país.
Su hijo, Héctor Woollands, con el que había tenido algunas disputas sobre lo que él consideraba "reformismo", también fue un importante anarcosindicalista.

## Manifiesto Gaucho
Su famoso escrito "Carta Gaucha", escrita en 1928, planteaba la toma de la tierra por parte de gauchos y una revolución que aboliese el Estado y el capitalismo. Esta carta fue editada en Buenos Aires por la editorial La Protesta. 

[...]Porque todos somos pobres [refiriéndose a los trabajadores] y hemos sufrido las mismas desmoladuras trabajando; los de aquí en las esquilas y los rodeos; los de otras provincias hachando monte y caña de azúcar. Y siendo así y comprendiendo todo esto, debemos considerarnos como hijos de la misma desgrasia; la desgrasia de haber nacido pobres.
 Juan Crusao, Carta Gaucha (1928). Se respeta la ortografía gaucha de la época